# ديك فرينش
ديك فرينش (بالإنجليزية: Dick French)‏ هو حكم كركيت ‏ أسترالي، ولد في 7 أغسطس 1938.

## وصلات خارجية
- ديك فرينش على موقع إي آس بي آن كريك إنفو (الإنجليزية)